# Dorfkirche Ragösen (Bad Belzig)

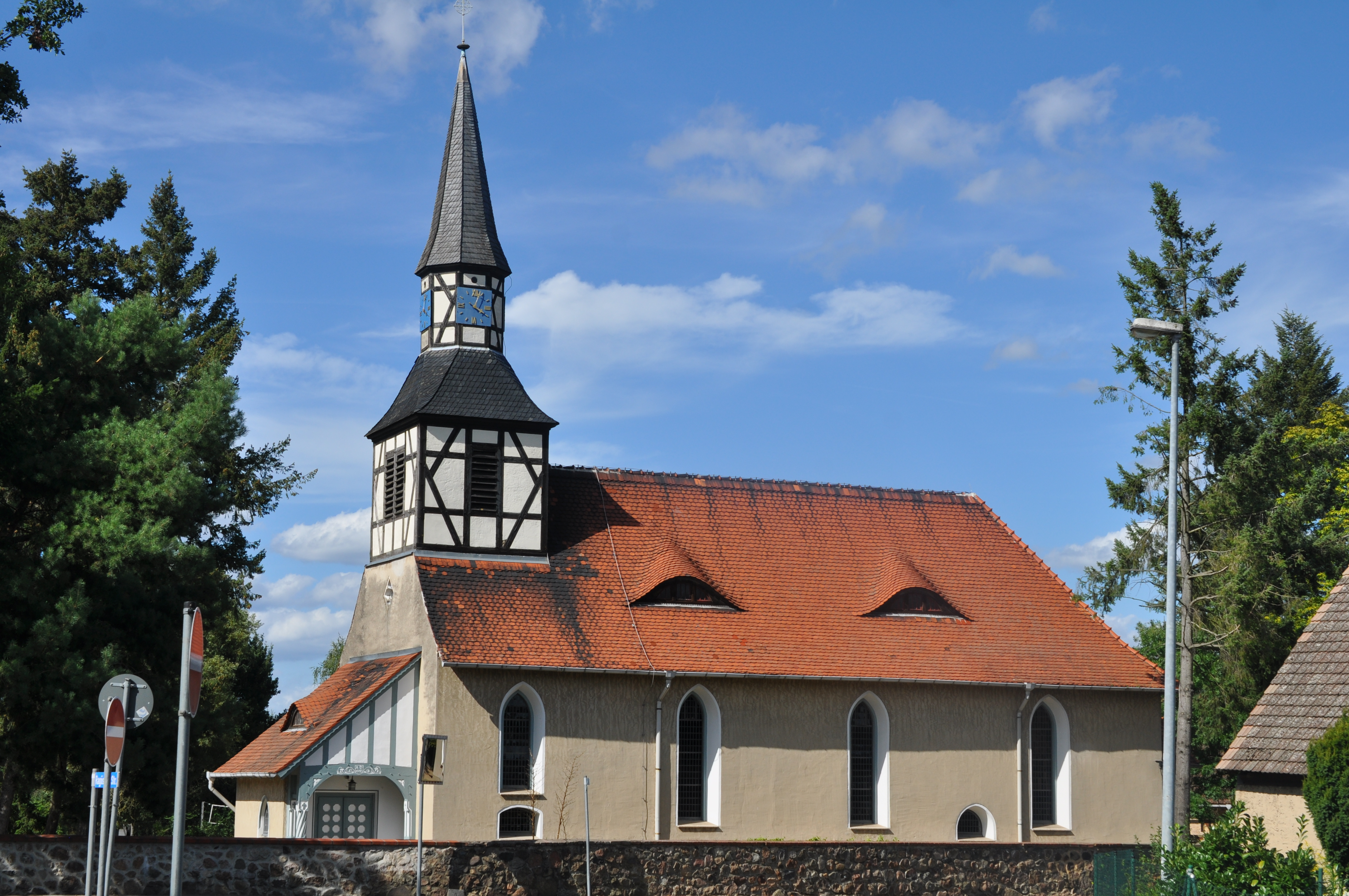
Dorfkirche Ragösen

Die evangelische Dorfkirche Ragösen ist eine Saalkirche in Ragösen, einem Ortsteil der Stadt Bad Belzig im Landkreis Potsdam-Mittelmark im Land Brandenburg. Die Kirchengemeinde gehört zum Kirchenkreis Mittelmark-Brandenburg der Evangelischen Kirche Berlin-Brandenburg-schlesische Oberlausitz.

## Lage
Die Bundesstraße 102 führt von Norden kommend in südlicher Richtung durch den Ort. Im Ortskern vollzieht sie dabei nach Westen hin eine s-förmige Kurve. Von ihr zweigen Nach Westen die Landstraße 941 sowie die Bäckerstraße nach Nord-Nordwesten hin ab. Die Kirche steht nördlich der s-förmigen Kurve auf einem Grundstück mit einem Kirchfriedhof, der mit einer Mauer aus unbehauenen und nicht lagig geschichteten Feldsteinen eingefriedet ist.

## Geschichte
Das Bauwerk wurde 1910 errichtet. Das Brandenburgische Landesamt für Denkmalpflege und Archäologische Landesmuseum (BLDAM) vermutet allerdings, dass dabei ein mittelalterlicher Vorgängerbau mit einbezogen wurde.

## Baubeschreibung

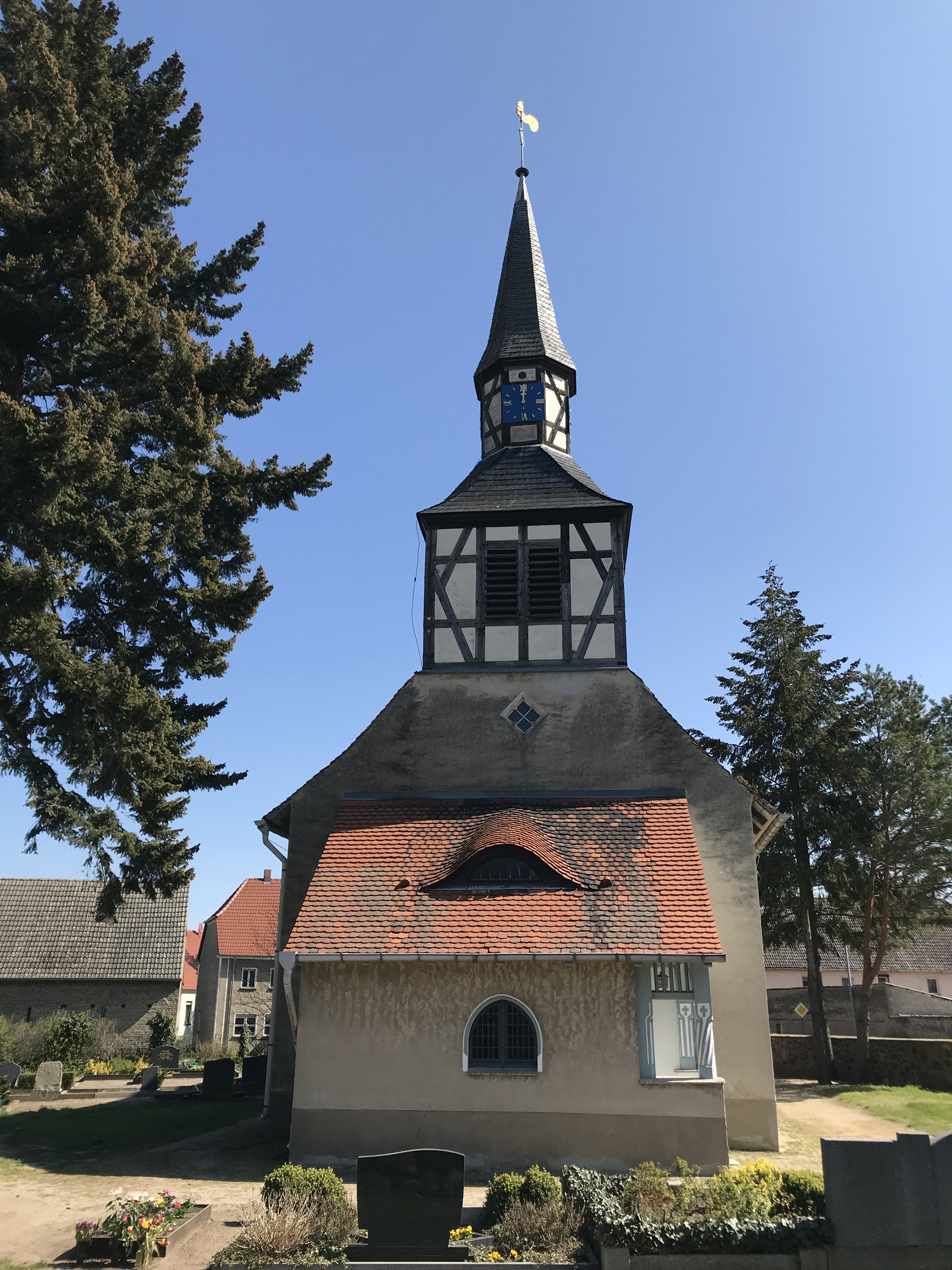
Ansicht von Westen

Die Kirche entstand im Wesentlichen aus Mauersteinen, die anschließend verputzt wurden. Der Chor ist stark eingezogen und hat einen Fünfachtelschluss. Am Chorschluss ist eine kleine, spitzbogenförmige Blende, in den nördlich bzw. südlich gelegenen Feldern je ein spitzbogenförmiges Fenster.
Daran schließt sich nach Westen das Kirchenschiff an. Es hat einen rechteckigen Grundriss und eine schlichte Pforte an der nördlichen Seite der Ostwand. Die Nordwand des Langhauses ist vergleichsweise schlicht gestaltet. Hier sind vier hohe und schmale Spitzbogenfenster, deren Laibung mit weißem Putz nochmals betont wird. An der Südseite finden sich im östlichen Bereich drei dieser Fenster. Das westlich gelegene ist hochgesetzt; darunter ein weiteres, deutlich kleineres und gedrückt-segmentbogenförmiges Fenster.
An der Nordseite ist ein kleiner, rechteckiger Anbau, der von Süden her durch einen Vorbau betreten werden kann. An der Westwand ist ein spitzbogenförmiges Fenster; an der Nordwand ein Vierpass sowie im Dach eine Fledermausgaube. Im westlichen Bereich des Schiffs erhebt sich ein rechteckiger Turmaufsatz aus Fachwerk. An der West- und Ostseite sind zwei rechteckige, an der Nord- und Südseite eine rechteckige Klangarkade. Darüber ist ein oktogonaler Turmhelm mit einer Dachspitze, die mit Turmkugel und Wetterfahne abschließt.

## Ausstattung

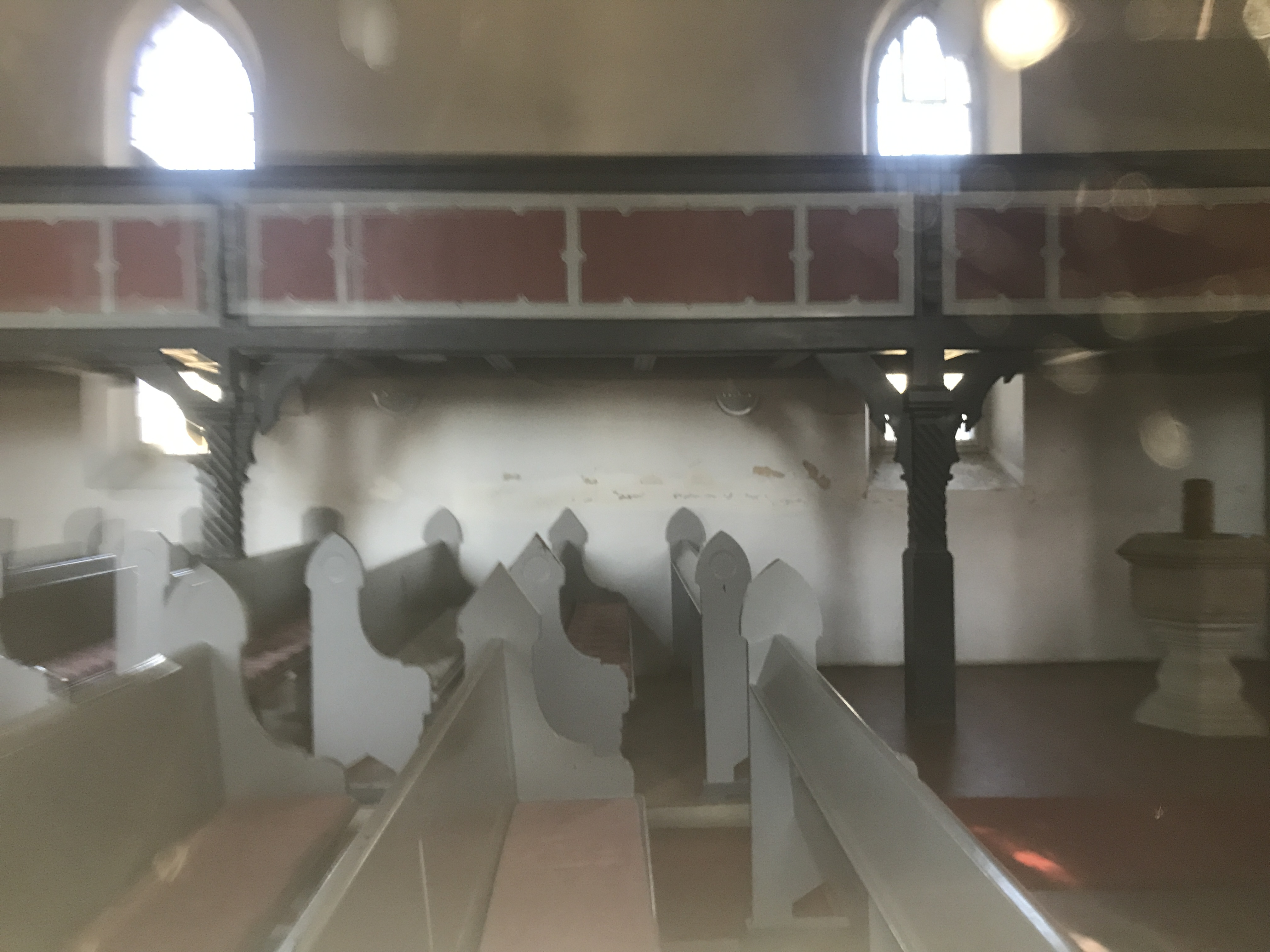
Blick ins Kirchenschiff

Die Kirchenausstattung stammt im Wesentlichen aus der Bauzeit der Kirche. Lediglich die Fünte aus Sandstein kam in der Mitte des 19. Jahrhunderts in die Kirchengemeinde. Das achteckige, in Pokalform gearbeitete Werk aus dem Jahr 1663 war eine Stiftung für die Kirche St. Marien in Bad Belzig.
Die Orgel errichtete Albert Hollenbach im Jahr 1903. Das Instrument besitzt zwei Manuale und ein Pedal. An dem Instrument wurden 1928 von der Firma Alexander Schuke Potsdam Orgelbau sowie 1974 von der Mitteldeutschen Orgelbau A. Voigt Arbeiten durchgeführt.